# Barbara Hammer (Filmemacherin)

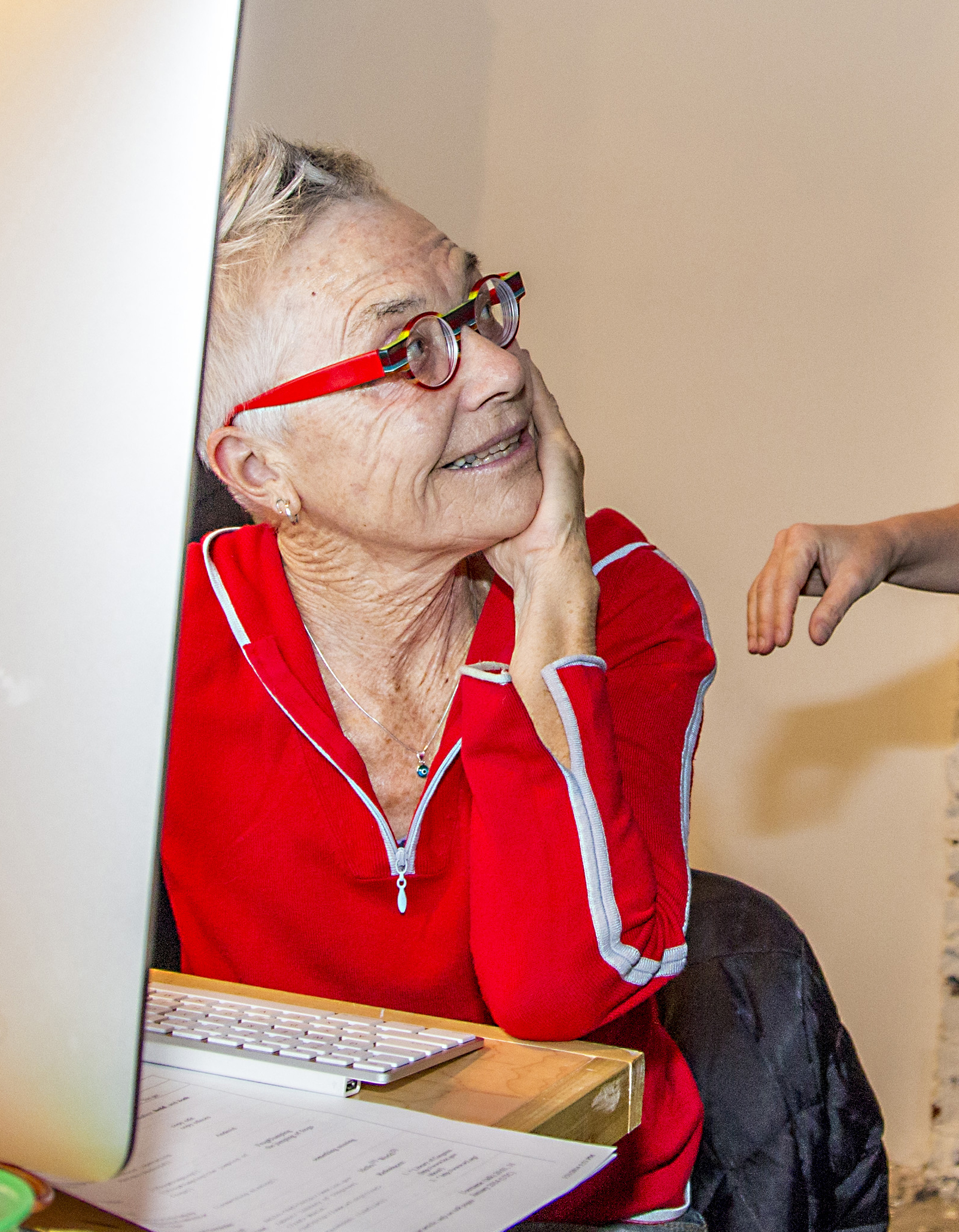
Barbara Hammer beim 2014 Art+Feminism Wikipedia Editathon

Barbara Jean Hammer (* 15. Mai 1939 in Hollywood, Los Angeles, Kalifornien; † 16. März 2019 in Manhattan, New York City, New York) war eine US-amerikanische Filmemacherin, Performance- und Medienkünstlerin.

## Leben
Barbara Hammer ist in Los Angeles, Kalifornien als Tochter von Marian Kusz and John Wilber Hammer geboren und in Inglewood aufgewachsen. Sie war schon früh mit der Filmindustrie vertraut, da ihr Großvater als Koch für den amerikanischen Regisseur David Wark Griffith arbeitete. Ihre Großeltern mütterlicherseits kamen aus der Ukraine. Nach ihrer Schulzeit studierte sie an der University of California in Los Angeles Psychologie. Sie schloss mit dem Bachelor im Jahr 1961 ab. Ein Studium der englischen Literatur schloss sich an, welches sie 1963 mit dem Master beendete. In den frühen 1970er Jahren war sie zusätzlich in das Fach Film an der San Francisco State University eingeschrieben. Dort lernte sie Maya Derens Film Meshes of the Afternoon kennen, was sie dazu inspirierte, selbst experimentelle autobiografische Filme zu drehen.
1974 war Hammer verheiratet und unterrichtete an einem Community College in Santa Rosa (Kalifornien). Etwa zu diesem Zeitpunkt hatte sie ihr lesbisches Coming-out. Sie verließ ihre Ehe „auf einem Motorrad mit einer Super-8-Kamera im Gepäck“, wie sie im Interview gegenüber Tina DiFeliciantino erzählte. Im selben Jahr schuf sie den Film Dyketactics, der allgemein als einer der ersten lesbischen Filme weltweit gilt. Sie schloss darüber hinaus ihr Filmstudium mit dem Master ab.
In den Jahren 1996 bis 1997 besuchte sie am American Film Institute in Los Angeles den Lehrgang Multi-Media Digital Studies, wofür sie ein Post-Masters-Zertifikat erhielt.

## Werk
Barbara Hammer gilt als Pionierin des Queer Cinema und eine der ersten Filmemacherinnen, die sich explizit filmisch mit lesbischen Lebensrealitäten auseinandersetzte. Sie ist bekannt für zahlreiche experimentelle filmische Annäherungen an Geschlechterrollen, lesbische Beziehungen und die Beschäftigung mit Alter und Familie.
2006 wurde bei Barbara Hammer Eierstockkrebs diagnostiziert, womit sie sich wiederholt in künstlerischen Arbeiten – Filmen und Performances – auseinandersetzte. 2010 veröffentlichte sie ihre Autobiographie Hammer! Making Movies Out of Sex and Life, für die sie 2011 mit dem Lambda Literary Award in der Kategorie Lesbian Memoir/Biography ausgezeichnet wurde. Sie erlag der Krankheit im März 2019.
Ihr Nachlass, der Originalkopien von Filmen, Prints, Outtakes und weiteres Material umfasst, wird vom Academy Film Archive in Los Angeles verwaltet, wo sich ein Projekt damit beschäftigt, ihr komplettes filmisches Werk aufzubereiten.

## Auszeichnungen
Für die mehr als 80 Bewegtbildwerke, die Barbara Hammer im Laufe ihres Lebens schuf, erhielt sie zahlreiche Auszeichnungen. Ihr erster Langfilm, der experimentelle Dokumentarfilm Nitrate Kisses war 1993 für den Grand Jury Prize beim Sundance Film Festival nominiert. Er wurde im selben Jahr mit dem Polar Bear Award des ILGCN (International Gay and Lesbian Network) zur Zeit der Teddy-Verleihungen in Berlin und als beste Dokumentation beim Festival Internacional de Cine Realizado por Mujeres in Madrid ausgezeichnet.
Im Jahr 2006 wurde ihr der erstmals verliehene Shirley Clarke Avant-Garde Filmmaker Award der New York Women in Film and Television zuerkannt, ebenso wie der Women in Film Award des St. Louis International Film Festival.
2008 erhielt sie den Leo Award des Flaherty Film Seminars. Ihr Film A Horse Is Not A Metaphor wurde 2009 mit dem Teddy Award als bester Kurzfilm ausgezeichnet und darüber hinaus Zweitplatzierter beim Black Maria Film Festival in Princeton, USA.
Für ihre Filme Generations und Maya Deren’s Sink gewann sie 2011 ebenfalls den Teddy Award in der Kategorie Bester Kurzfilm. Der Film wurde auf zahlreichen Festivals gezeigt, z. B. beim Torino Gay and Lesbian Film Festival, Punta de Vista Film Festival, dem Festival de Films des Femmes Créteil, und dem Internationalen Frauenfilmfestival Dortmund/Köln.
Im Jahr 2013 wurde ihr ein Guggenheim-Stipendium für den Film Waking Up Together über die Dichterin Elizabeth Bishop zugesprochen. Im selben Jahr erhielt sie einen Marie Walsh Sharpe Artist Studioplatz, um an Performance-Projektionen zu arbeiten.

## Förderpreis

### Hintergrund
Im Jahr 2017 wurde erstmals der mit 5.000 Dollar dotierte Barbara Hammer Lesbian Experimental Filmmaking Grant durch die Nonprofit-Organisation Queer Art in New York verliehen. Der Preis wurde von Barbara Hammer gestiftet. Die Jury setzte sich bei der Erstverleihung zusammen aus Cheryl Dunye, Su Friedrich und Dani Restack (früher: Leventhal). Im Jahr 2019 betrug die Förderung 6.000 Dollar und seit dem Jahr 2020 ist der Preis mit 7.000 Dollar dotiert.

### Bisherige Preisträgerinnen
- 2017: Fair Brane für das Kurzfilm-Essay Drink More Water
- 2018: Miatta Kawinzi für die Filminstallation She Gather Me
- 2019: Alli Logout für den Dokumentarfilm Sis, is This the End of the World?
- 2020: Rraine Hanson für das Installationsprojekt Mid Autumn
- 2021: Desireena Almoradie und Barbara Malaran für Untitled Kilawin Documentary
- 2023: Lorena Barrera Enciso für den experimentellen Kurzdokumentarfilm Manos

## Filmografie (Auswahl)
- 1973: A Gay Day
- 1974: Dyketactics
- 1976: Multiple Orgasm
- 1980–1987: Lesbian Humor: Collection of short films
- 1981: Sync Touch, 16 mm Film, 10 min.
- 1981: Pools, 16 mm Film, zus. m. Barbara Klutinis, 9 min.
- 1981: Arequipa, 16 mm Film, 12 min.
- 1981: Pictures for Barbara, 16 mm Film, 10 min.
- 1981: The Lesbos Film, 16 mm Film, 27 min.
- 1982: Pond and Waterfall, 16 mm Film, 15 min.
- 1982: Audience, 16 mm Film, 32 min.
- 1983: Bent Time, 16 mm Film, 21 min.
- 1983: Stone Circles, 16 mm Film, 7 min.
- 1983: New York Loft, 16 mm Film, 9 min.
- 1983: See What You Hear What You See, 16 mm Film, 3 min. (Installation und Projektion)
- 1984: Doll House, 16 mm Film, 4 min.
- 1984: Tourist, 16 mm Film, 3 min.
- 1984: Parisian Blinds, 16 mm Film, 6 min.
- 1984: Pearl Diver, 16 mm Film, 6 min.
- 1985: Optic Nerve, 16 mm Film, unter Mitarbeit von Helen Thorington, 16 min.
- 1985: Hot Flash, Video, 17 min.
- 1985: Would You Like To Meet Your Neighbor? A New York Subway Tape, Video, 13 min. (Film zu Installation/Performance)
- 1986: Snow Job: The Media Hysteria of Aids, Video, 9 min.
- 1987: Place Mattes, 16 mm Film, 9 min.
- 1987: No No Nooky T.V., 16 mm Film, 12 min.
- 1988: History of the World According to a Lesbian, Video, 22 min.
- 1988: Endangered, 16 mm Film, 19 min.
- 1988: Two Bad Daughters, Video, 12 min.
- 1988: T.V. Tart, Video, 12 min. (Performance & film)
- 1988: Bedtime Stories, I, II, III, Video, 33 min.
- 1989: Still Point, 16 mm Film, 9 min.
- 1990: Sanctus, 16 mm Film, unter Mitarbeit von Neil B. Rolnick, 19 min.
- 1991: Vital Signs, 16 mm Film, 9 min.
- 1991: Dr. Watson’s X-Rays, Video, 22 min.
- 1992: Nitrate Kisses, 16 mm Film, 67 min.
- 1993: Shirley Temple and Me, Video, 3 min.
- 1993: Save Sex, Video, 1 min.
- 1994: Out in South Africa, Video, 51 min.
- 1995: Tender Fictions, 16 mm Film, 58 min.
- 1998: Blue Film No. 6: Love Is Where You Find It, 8 mm Film, 3 min.
- 1998: The Female Closet, Video, 58 min.
- 2000: Devotion. A Film about Ogawa Productions, Video, 84 min.
- 2000: History Lessons, 16 mm Film, 66 min.
- 2001: My Babushka: Searching Ukrainian Identities, Video, 53 min.
- 2003: Resisting Paradise, 16 mm Film, 80 min.
- 2006: Lover/Other, Video, 55 min.
- 2007: Fucking Different New York (Segment „Villa Serbolloni“)
- 2007: Diving Women of Jeju-do, Video, 30 min.
- 2008: A Horse Is Not A Metaphor, unter Mitarbeit von Meredith Monk, DVD, 30 min.
- 2010: Generations, zus. m. Gina Carducci, 16 mm Film, 30 min.
- 2011: Maya Deren’s Sink, HD Video, 30 min.
- 2015: Welcome To This House, HD Video, 79 min.

## Performances
- 1978: The Great Goddess
- 1982: Be Mine Valentine
- Bent Time, 1983*
- Available Space
- Changing the Shape of Film
- The Art of Dying or (Palliative Art Making in the Age of Anxiety)

## Installationen
- Sea Change (a poetics of the liquid state)
- 2010: Synopsis
- 4 Screen Clip
- Stills
- Lesbians in Cyberspace
- 1994: 8 in 8, New World Disorder Yerba Buena Center for the Arts, San Francisco